# Le Merzer
Le Merzer är en kommun i departementet Côtes-d'Armor i regionen Bretagne i nordvästra Frankrike. Kommunen ligger i kantonen Lanvollon som tillhör arrondissementet Saint-Brieuc. År 2022 hade Le Merzer 974 invånare.

## Befolkningsutveckling
Antalet invånare i kommunen Le Merzer
Referens:INSEE